# Intamin
Intamin (acroniem van "International Amusement Installations") is een bedrijf dat monorails (openbaar vervoer), pretparkattracties en industriële toepassingen bouwt. Het bedrijf is gevestigd in Wollerau (Zwitserland). De attractietak ('Intamin Amusement Rides') bevindt zich in Schaan (Liechtenstein).

## Werkzaamheden
Door Intamin zijn monorails gebouwd in Port Harcourt en Calabar (Nigeria), Xi'an (China), en Bologna (Italië).
Voorbeelden van de achtbanen van Intamin zijn de Kingda Ka en Top Thrill Dragster; respectievelijk de grootste en de op een na grootste achtbaan ter wereld. Op beide achtbanen worden de treintjes hydraulisch gelanceerd. Ze hebben dus geen optakeling.

Deze uitvoering wordt niet meer geproduceerd wegens de vrij lage betrouwbaarheid waardoor attracties met dit type lancering nogal wat downtime kennen. Intamin staat bekend om deze lanceerachtbanen. Zo zijn ze zeer bekend wegens hun LSM-lanceerachtbaan. Voorbeelden hiervan zijn Taron in Phantasialand en Red Force in Ferrari Land; deze laatste is ook de hoogste en snelste achtbaan van Europa.
Intamin heeft de Rapid River bedacht. De eerste hiervan werd gebouwd in het nu gesloten Six Flags Astroworld. Voorbeelden hiervan in België en Nederland zijn: Radja River in Walibi Belgium of Piraña in de Efteling. Hun laatste nieuwe toevoeging was de watercoaster.

Uitzichttorens en drop torens behoren ook vaak tot de standaarduitrusting van themaparken. Voor sommige parken zoals Phantasialand maakt het bedrijf attracties op maat (Mystery Castle).
Stalen achtbanen van Intamin gebruiken een aantal verschillende baanconstructies. Voorbeelden zijn de uit drie (zoals bij Goliath (Walibi Holland)) of vier (zoals bij Kingda Ka) ronde buizen bestaande baandelen die onderling verbonden zijn door middel van een groot aantal korte 'spijlen'. Meer recent is een nieuw ontwerp, bestaande uit een ronde grotere buis aan de onderkant met de baan daaraan verbonden. Een voorbeeld hiervan in België is Kondaa.

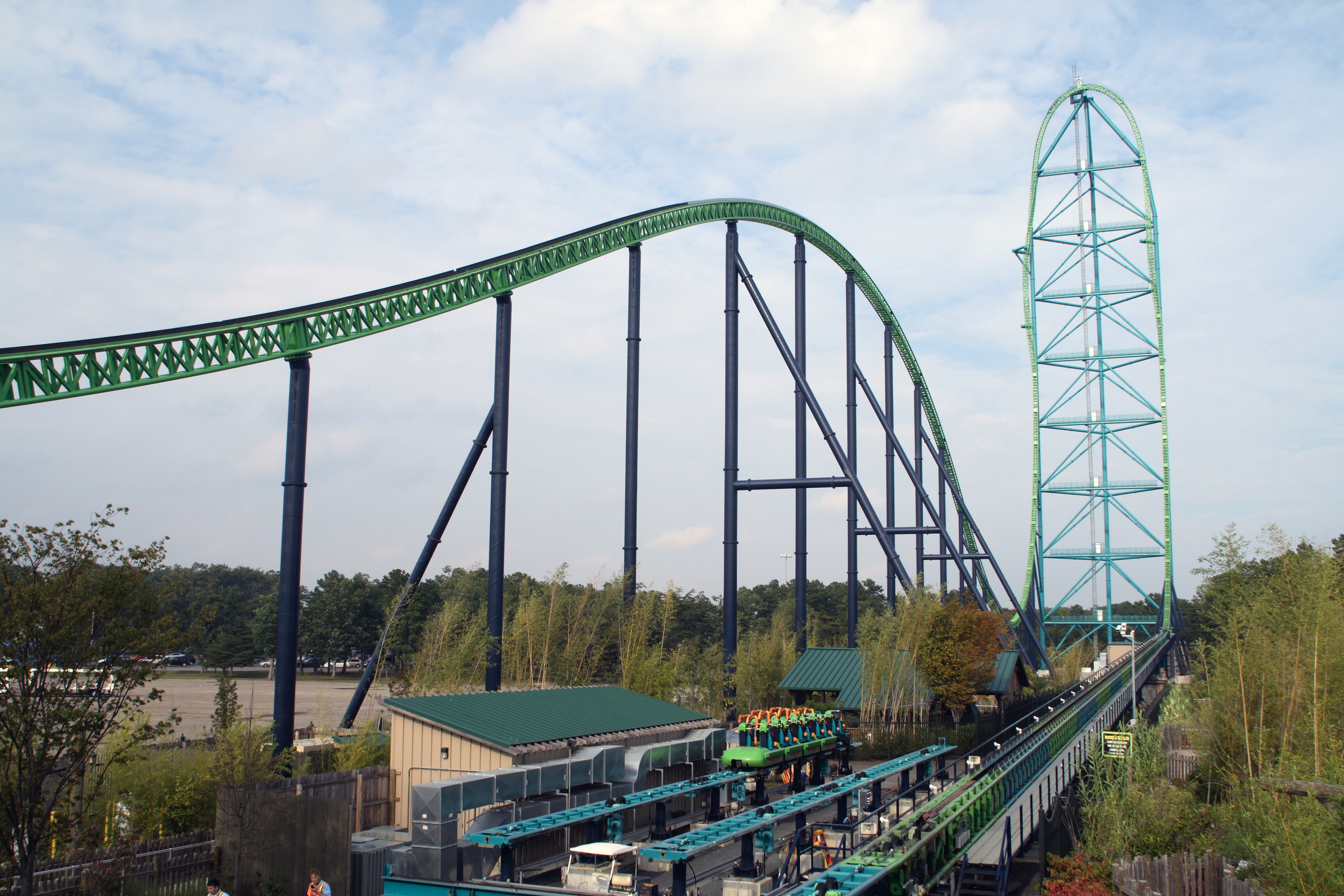
De Kingda Ka

## Modellen
De gegevens zijn theoretische waarden berekend door Intamin AG.

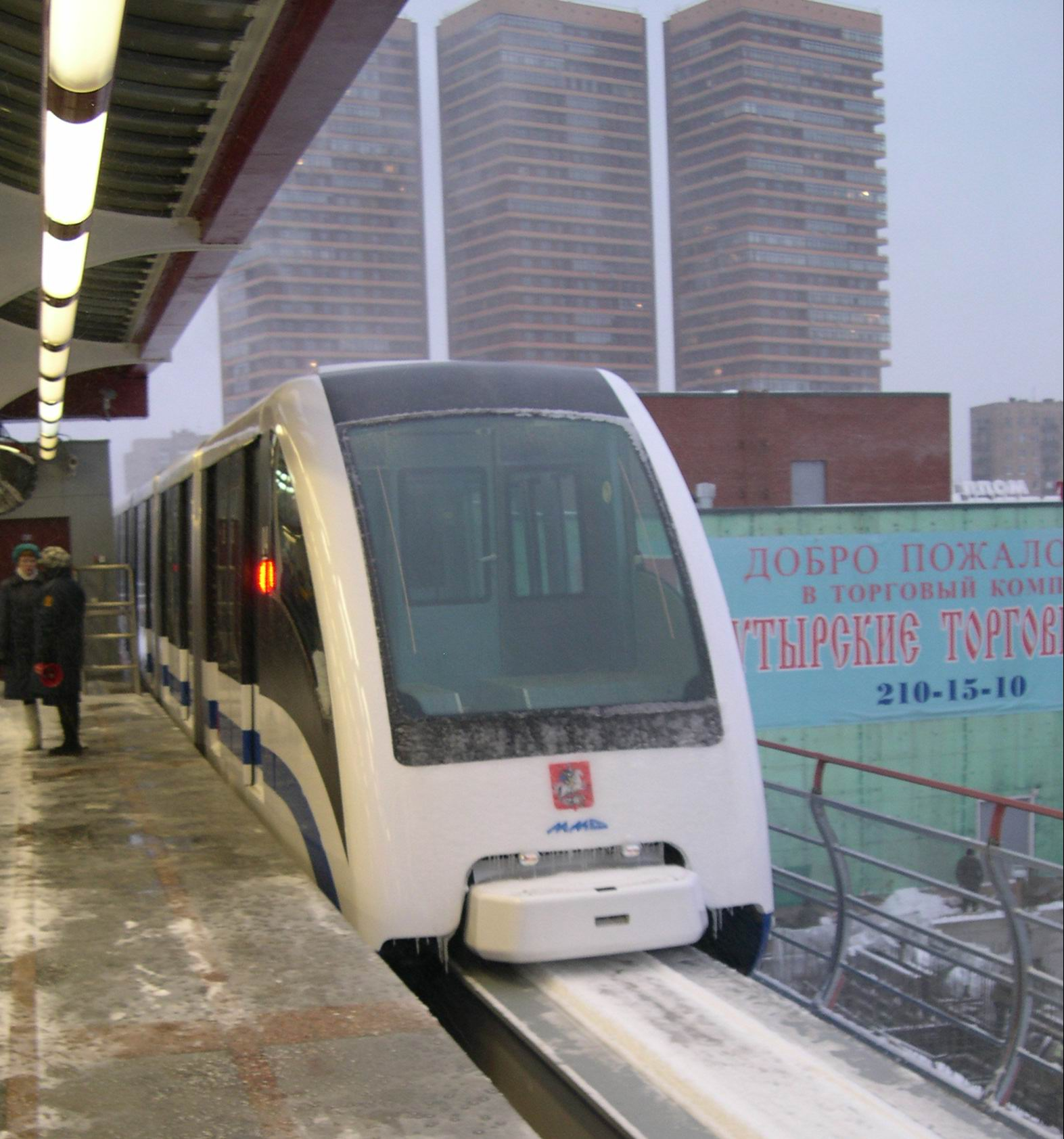
De People Mover P35

| Type                      | Hoogte   | Lengte      | Capaciteit (uur) | Topsnelheid  | Voorbeeld                 |
| ------------------------- | -------- | ----------- | ---------------- | ------------ | ------------------------- |
| Children's Roller Coaster | 4 m      | 134 m       | 700 pers.        | 25 km/u      | Montaña Rusa Infantil     |
| Double Roller Coaster     | 38 m     | 2 × 1816 m  | 4000 pers.       | 90 km/u      | Vertigorama               |
| Giga Coaster              | 90+ m    | 1,5-2 km    | 1650 pers.       | 150 km/u     | Millennium Force          |
| Mega Coaster              | 46–90 m  | 1140–1600 m | 900-1300 pers.   | 106 km/u     | Goliath                   |
| Mega-Lite                 | 31 m     | 755 m       | 820 pers.        | 85 km/u      | Piraten                   |
| Vertical Lift Coaster     | 37 m     | 800 m       | 850 pers.        | 93,3 km/u    | Fahrenheit                |
| Lanceerachtbaan           | 12–137 m | 400–950 m   | 700-1800 pers.   | 90–205 km/u  | Taron                     |
| Lanceerachtbaan           | 13 m     | 858 m       | 1400 pers.       | 130 km/u     | Furius Baco               |
| Houten achtbaan           | Variabel | Variabel    | Variabel         | 120 km/u     | El Toro                   |
| Blitz Coaster             | 32–55 m  | 1000–1350 m | 1200 pers.       | 100–121 km/u | Maverick                  |
| Half Pipe Coaster         | 25–50 m  | 70–164 m    | 460-1100 pers.   | 85 km/u      | RC Racer Vitesse Maximale |
| Twisted Impuls Coaster    | 57–65 m  | 200 m       | 900-1200 pers.   | 100 km/u     | Wicked Twister            |
| ZacSpin Coaster           | 4–50 m   | 149–210 m   | 700-720 pers.    | 60 km/u      | Insane                    |
| Multi Inversion Coaster   | 31–44 m  | 823–1490 m  | 1150-1300 pers.  | 80–98 km/u   | Colossus                  |
| Hangende achtbaan         | 25–35 m  | 680 m       | 1200 pers.       | 82,8 km/u    | Tornado                   |
| Twist and Turn Coaster    | Variabel | 200–700 m   | 400-1500 pers.   | Variabel     | Comet                     |
| Mijntreinachtbaan         | 17 m     | 517 m       | 860 pers.        | 60 km/u      | Mine Train Ulven          |
| Waterachtbaan             | 43-50    | 500-800m    | 850-1000 pers.   | 86–100 km/u  | Speed                     |

## Nederland, België, Duitsland en Frankrijk
Bekende attracties van Intamin in Nederland zijn:
- In de Efteling: Piraña, Pagode, Halve Maen, Fata Morgana, Droomvlucht, Gondoletta, Bob (afgebroken), Pegasus (afgebroken), Danse Macabre (2024)
- In Walibi Holland: Goliath
- In Toverland: Dragonwatch

Bekende attracties van Intamin in België zijn:
- In Walibi Belgium: Dalton Terror, Radja River, Gold River Adventure (Verwijderd), Kondaa
- In Bellewaerde: Jungle Mission, Amazonia
- In Bobbejaanland: Wild Water Slide, Indiana River (sinds 2023: Terra Magma)
- in Plopsaland De Panne: Panoramic (afgebroken)

Bekende attracties van Intamin in Duitsland zijn:
- In Phantasialand: Hollywood Tour (gesloten), Taron, Chiapas, Mystery Castle
- In Europapark: Fjord Rafting, Euro tower
- In Heide-park: Desert Race, Colossos: Kampf der Giganten, Mountain-Rafting
- In  Movie Park:  The bandit, Excalibur - Secrets of the Dark Forest, Area 51 – Top Secret, Movie Park Studio Tour
- In Holiday Park: Expedition GeForce, Dino Splash, Free Fall Tower

Bekende attracties van Intamin in Frankrijk zijn:
- In Disneyland Parijs: It's a small world, Le Pays des Contes de Fées, RC Racer,  Pirates of the Caribbean, Toy Soldiers Parachute Drop, Indiana Jones et le Temple du Péril, Peter Pan's Flight
- In Parc Asterix:  Toutatis, Grand Splatch, Romus et Rapidus, Épidemaïs Croisière

## Afbeeldingen

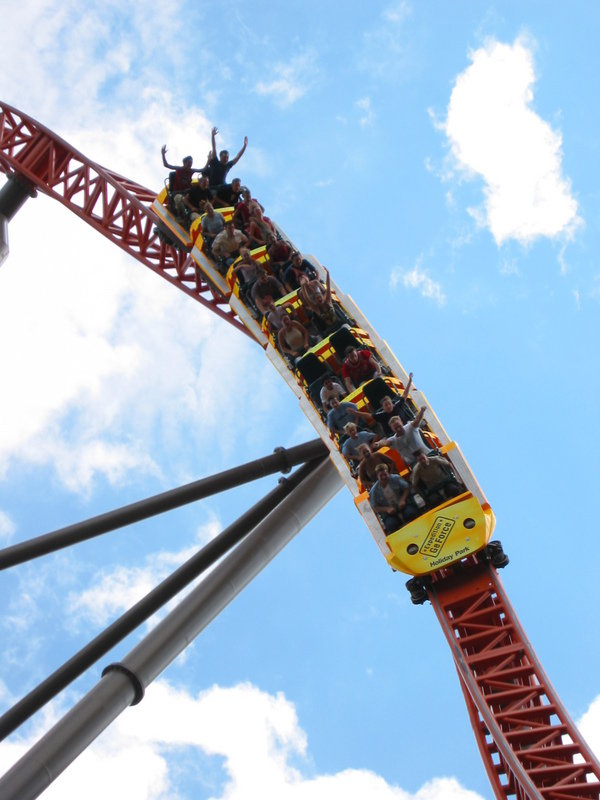
De 'bigFM Expedition GeForce' in het Holiday Park in Haßloch (D)
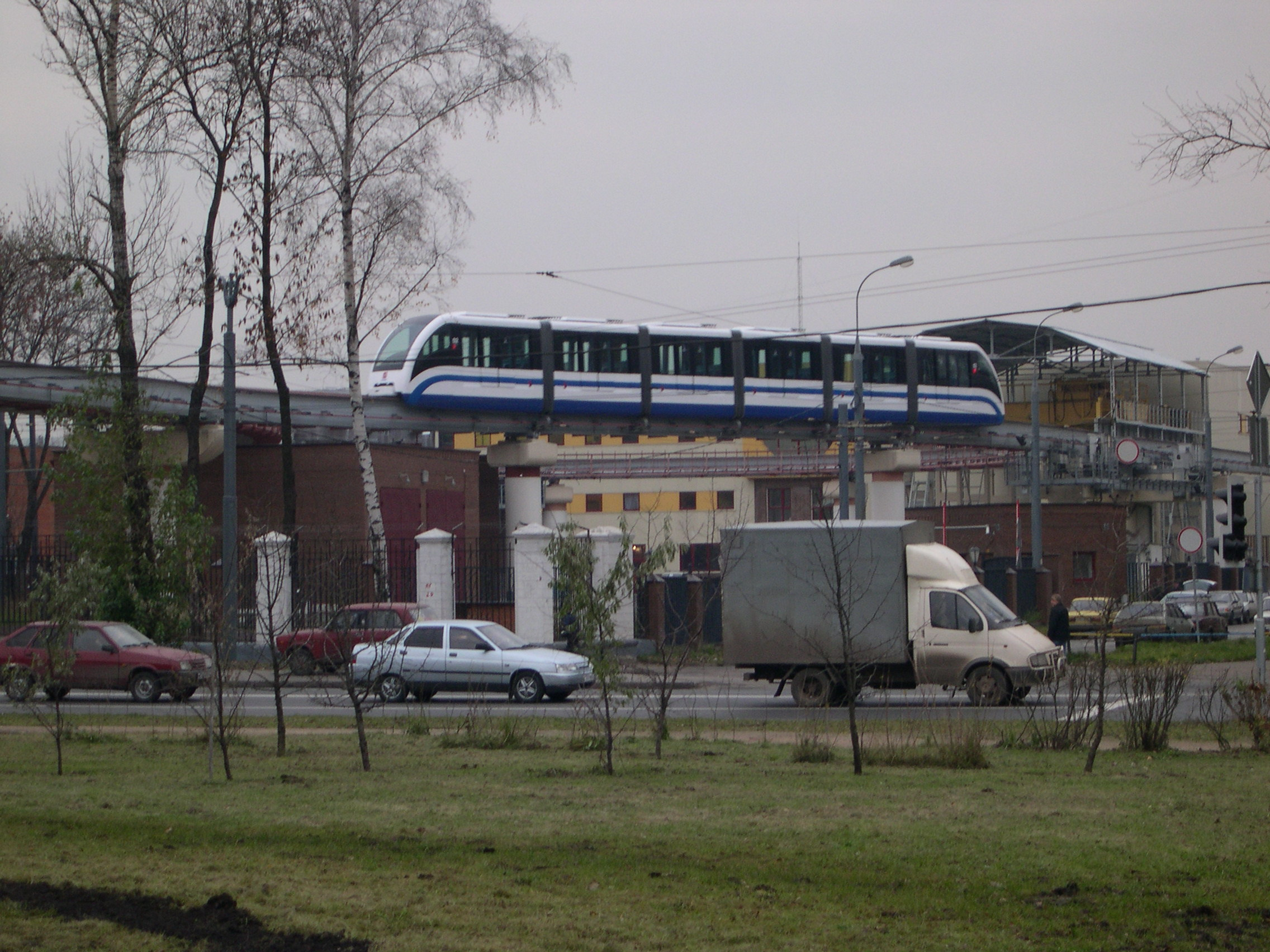
Intamin-monorail in Moskou
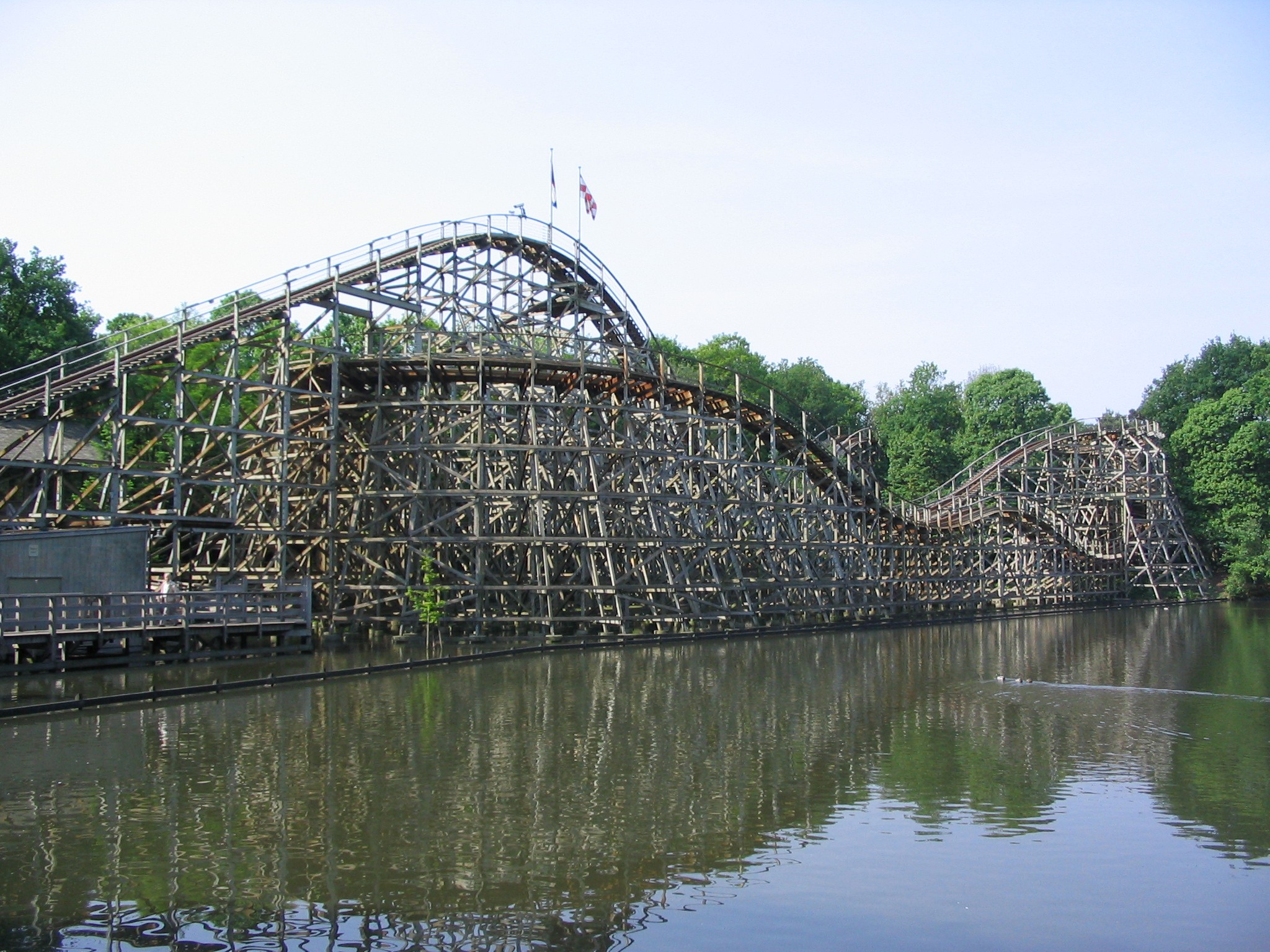
De Pegasus in de Efteling (afgebroken)